# Joséa Dossou Bodjrènou
Joséa Dossou Bodjrènou est un naturaliste-vétérinaire et promoteur d'ONG béninois.

## Biographie

### Enfance, éducation et débuts
Joséa Dossou Bodjrènoue est diplômé en production et santé animales,,.

### Carrière
Joséa Dossou Bodjrènou est le promoteur de l'ONG Nature Tropicale et fondateur du musée des sciences naturelles de Cotonou,,. Il travaille à la conservation de la faune et de la flore autour de Cotonou,,,.